# Károly Nemes-Nótás
Károly Nemes-Nótás (28 de outubro de 1911 — 4 de agosto de 1982) foi um ciclista húngaro que competiu no ciclismo nos Jogos Olímpicos de Verão de 1936, representando a Hungria.